# Лоран-Дезире Кабила
Лоран-Дезире Кабила (на френски: Laurent-Désiré Kabila) е президент на Демократична република Конго от 17 май 1997 до 16 януари 2001 г., когато е убит.
Роден е на 27 ноември 1939 г. Той е етнически банту. Предводител е на въстанието, сложило край на диктатурата на Мобуту.
Кабила е личен познат и приятел на Че Гевара, с когото през 1960-те години се опитват да организират неуспешно партизанското движение в Конго. През 1967 г. създава Народната революционна партия.
При неизяснени обстоятелства е прострелян и умира от огнестрелната рана през 2001 г. Президент става неговият син Жозеф Кабила.